# Северна скоростна тангента
Северната скоростна тангента e крайградски скоростен път, изграден край северните покрайнини на София.
Свързва 3 магистрали – автомагистрала „Тракия“ (чрез източната дъга на Софийски околовръстен път), автомагистрала „Хемус“ с автомагистрала „Струма“ (чрез Западната дъга на Софийски околовръстен път). Северната тангента се явява и начало на автомагистрала „Европа“.
Изградени са 2 платна с по 3 ленти за движение, всяка с ширина 3,5 m, както и аварийна лента. Проектната дължина на Северната скоростна тангента е 16,5 km. Включва 6 пътни възела.
С решение на МС от 27 декември 2018 г. Северната скоростна тангента става част от бъдещата АМ „Калотина – София“ и магистралата се преименува на АМ „Европа“.

## Тръжна процедура
В края на 2012 г. е обявена обществена поръчка за инженеринг (проектиране и строителство), а строителните дейности се очаква да започнат през 2013 г. Поради изчерпване на средствата по Оперативна програма „Транспорт“, през май 2013 г. финансирането е пренасочено към Оперативна програма „Регионално развитие“. Първоначално за изпълнител е избран консорциум от италианските компании „Салини – Импреджило“, но след обжалвания пред КЗК и ВАС, решението за избор на изпълнител е отменено, а италианският консорциум е отстранен.
Агенция „Пътна инфраструктура“ избира нов изпълнител – консорциум от български дружества „ХПВС-ССТ“, в който участват свързаните компании „Водстрой 98“, собственикът ѝ „Хидрострой“ АД, „Пътни строежи Велико Търново“ АД, „Пътинженерингстрой“ АД и „Пътстрой Бургас“. Строителният надзор е от обединение „СЖС Технос - СЖС България“, в което влизат „СЖС България“ ЕООД и испанската „СЖС Технос С.А.“. Договорът за проектиране и строителство е сключен на 17 февруари 2014 г. Обществената поръчка не включва изграждането на пътния възел със Западната дъга на околовръстното. Срокът за изпълнение на договора е 18 месеца.

## Строителство
Поради проблеми с отчуждаването на имоти по трасето на магистралата, началото на строителството на Северната тангента се забавя и започва на 18 февруари 2015 г. В хода на строителството става ясно, че от проекта е отпаднала директната връзка с източната дъга на софийски околовръстен път и с това реалната дължина на Северната скоростна тангента е намалена на 15,1 km.
На 22 октомври 2015 г. започва и строителството на участък от Западната дъга на софийски околовръстен път, който включва и пътния възел със Северната скоростна тангента.
На 30 декември 2015 г. са пуснати в движение около 13 km от Северната скоростна тангента, разделени в два участъка: между „Ботевградско шосе“ и булевард „Лазар Михайлов“ и от Западната дъга на Околовръстния път до пътя за Требич. 
На 28 април 2016 г. Северната скоростна тангента е отворена за движение по цялата си дължина от премиера Бойко Борисов.

## Проблеми
Скоро след откриването на тангентата по нея започнаха ремонти, а седем години по-късно тя вече е покрита с кръпки и деформации. През март 2024 г. проверка на АПИ установява липса на една трета от плътността на асфалта. През юли 2024 г. възложена на хърватското дружество CONteh проверка установява липсващи средно около 3 см от асфалтовото покритие, предвидено по проект, и около 7 см от циментовата стабилизация под него, по цялата дължина на пътя от с. Калотина до София. Установени са участъци със сериозни деформации, както и значителни вариации на стойности на еластичност на асфалтовия пласт, показващи неговата нееднородност.

## Изходи
| Изход | km     | Дестинация                          | Платна | Забележка            |
| ----- | ------ | ----------------------------------- | ------ | -------------------- |
|       | 0      | , Софийски околовръстен път (и )    |        | В експлоатация       |
|       | 3+084  | Бул. Рожен                          |        | Още няма пътен възел |
|       | 4+851  | Бул. Илиянци                        |        | Още няма пътен възел |
|       | 9+139  | Чепинско шосе                       |        | В експлоатация       |
|       | 10+671 | Бул. Източна тангента, Летище София |        | Още няма пътен възел |
|       | 15+000 | , Софийски околовръстен път (и )    |        | В експлоатация       |